# Won Through Merit
Won Through Merit è un cortometraggio muto del 1915 diretto da Eugene Nowland.

## Produzione
Il film fu prodotto dalla Edison Company. Venne girato a Washington.

## Distribuzione
Distribuito dalla General Film Company, il film - un cortometraggio in una bobina - uscì nelle sale cinematografiche statunitensi il 5 aprile 1915.